# Маєровці
Маєровці (словац. Majerovce) — село в Словаччині, Врановському окрузі Пряшівського краю. Розташоване в східній частині Словаччини в північно-західній частині Східнословацької низовини на березі Ондави.
Уперше згадується у 1363 році.

## Пам'ятки
У селі є старий римо-католицький костел (1945) з готичними елементами, новий римо-католицький костел (1993), нова греко-католицька церква Вознесіння Господа (1998) з іконостасом, та садиба в стилі класицизму (1824).

## Населення
| Рік:            | 1994. | 2004.   | 2014.   | 2024.   |
| --------------- | ----- | ------- | ------- | ------- |
| Кількість осіб: | 455   | 448     | 444     | 436     |
| Різниця:        |       | -1,53 % | -0,89 % | -1,80 % |

| Рік:            | 2023. | 2024.   |
| --------------- | ----- | ------- |
| Кількість осіб: | 431   | 436     |
| Різниця:        |       | +1,16 % |

У селі проживає 448 осіб.
Національний склад населення (за даними перепису 2001 року):
- словаки — 99,78 %.

Склад населення за приналежністю до релігії станом на 2001 рік:
- римо-католики — 80,13 %,
- греко-католики — 18,75 %,
- протестанти — 0,89 %,
- не вважають себе вірянами або не належать до жодної вищезгаданої конфесії — 0,22 %.